# Grupa Adamed
Die Grupa Adamed ist eine polnische Pharma-Unternehmensgruppe, die generische und geschützte Arzneimittel erforscht, entwickelt, produziert und vermarktet. Das Unternehmen wird von den Gesellschaftern Maciej und Małgorzata Adamkiewicz geleitet.

## Geschichte
Der Arzt Marian Adamkiewicz gründete 1986 das Unternehmen Adamed. Er war Gynäkologe und betrieb eine erfolgreiche Praxis. Mehrfach hatte er Pharmaunternehmen Vorschläge für neue Medikamente vorgelegt, die jedoch nicht aufgegriffen wurden. So etablierte er eine eigene kleine Produktion von gynäkologischen Medikamenten und medizinischem Zubehör in einem vormals zur Hühnerzucht genutzten Gebäude. 1991 wurde Furaginum, ein Medikament zur Behandlung von Harnwegsinfektionen eingeführt, welches sich schnell zum Marktführer entwickelte. 1994 errichtete Adamed eine moderne Fabrikationsanlage in Pieńkow bei Warschau, die das nun einsetzende Wachstum des Unternehmens ermöglichte. Im Jahr 1996 erfolgte die Umwandlung in eine Gesellschaft mit beschränkter Haftung (Sp.z o.o.).
Im Jahr 1998 entwickelte Adamed das Produkt Amlozek, ein auf Amlodipin basierendes Medikament zur Behandlung von Bluthochdruck. Mit diesem Medikament, das hunderttausendfach in Polen verschrieben wurde, kam der Durchbruch für das Unternehmen. Es war deutlich billiger als das Original von Pfizer. Auch andere ausländische Pharmakonzerne begannen, Marktanteile an Adamed zu verlieren (z. B. Eli Lilly bei Medikamenten zur Behandlung von Schizophrenie). Sie warfen  dem polnischen Unternehmen eine Zeitlang vor, Patente zu missachten und Herstellungstechniken zu kopieren. Im Jahr 2000 übernahm der Sohn von Marian Adamkiewicz, Maciej, die Leitung der Gruppe.
2001 wurde ein zweites Werk in Ksawerów auf dem Gebiet der Sonderwirtschaftszone von Łódź eröffnet. Im Jahr 2009 wurden die ersten Auslandsfilialen in der Ukraine und in Spanien (Laboratorios Adamed S.L.U.) errichtet. In den USA wurde die Adamed Inc. gegründet. In Polen wurden 2010 die Polfa-Werke in Pabianice (Zakłady Farmaceutyczne Polfa S.A.) sowie die Agropharm S.A. übernommen, die in die Grupa Adamed integriert wurden. Die übernommene Agropharm ist wesentlicher Bestandteil der Adamed Consumer Healthcare S.A., in der OTC-Arzneimittel und Nahrungsergänzungsmittel hergestellt werden.
Die Gruppe realisierte 2011 einen Umsatz von 600 Millionen Złoty, exportiert in 25 Länder und investiert jährlich Millionenbeträge in die Entwicklung neuer Medikamente. Damit gehört Adamed zu den größten Pharmaunternehmen Polens.